# Szent Mihály és Gábriel arkangyalok fatemplom (Désorbó)
A désorbói Szent Mihály és Gábriel arkangyalok fatemplom műemlékké nyilvánított épület Romániában, Kolozs megyében. A romániai műemlékek jegyzékében a  CJ-II-m-B-07620 sorszámon szerepel.